# La Rinconada de la Sierra
La Rinconada de la Sierra är en ort i Spanien.   Den ligger i provinsen Provincia de Salamanca och regionen Kastilien och Leon, i den centrala delen av landet, 200 km väster om huvudstaden Madrid. La Rinconada de la Sierra ligger 996 meter över havet och antalet invånare är 169.
Terrängen runt La Rinconada de la Sierra är kuperad åt sydväst, men åt nordost är den platt. Terrängen runt La Rinconada de la Sierra sluttar norrut. Runt La Rinconada de la Sierra är det ganska glesbefolkat, med 22 invånare per kvadratkilometer. Närmaste större samhälle är Tamames, 8,7 km nordväst om La Rinconada de la Sierra. Omgivningarna runt La Rinconada de la Sierra är huvudsakligen savann.